# Colimes
Colimes är en ort i Ecuador.   Den ligger i provinsen Guayas, i den västra delen av landet, 220 km sydväst om huvudstaden Quito. Colimes ligger 25 meter över havet och antalet invånare är 9 384.
Terrängen runt Colimes är mycket platt. Runt Colimes är det ganska glesbefolkat, med 31 invånare per kvadratkilometer. Det finns inga andra samhällen i närheten. Omgivningarna runt Colimes är huvudsakligen savann.